# Немда-Обалиш
Немда́-Обали́ш (рос. Немда-Обалыш, марій. Овалже) — присілок у складі Новотор'яльського району Марій Ел, Росія. Входить до складу Чуксолинського сільського поселення.

## Населення
Населення — 506 осіб (2010; 534 у 2002).
Національний склад (станом на 2002 рік):
- марійці — 51 %
- марі — 30 %